# Debbie Isitt
Debbie Isitt (nascuda el 7 de febrer de 1966) és una actriu còmica, escriptora, directora de cinema, compositora i intèrpret anglesa.

## Primers anys i educació
Isitt va néixer a Birmingham. Va anar a l'escola primària Our Lady of Fatima i a la Lordswood Girls Secondary School i és cosina del futbolista Darren Wassall.

## Carrera
Isitt és més coneguda per les seves pel·lícules de comèdia nadalenca, la sèrie Nativity!, de les quals n'ha escrit i dirigit quatre fins ara. Abans d'això, va escriure una adaptació televisiva guanyadora d'un premi BAFTA del llibre de Jacqueline Wilson, The Illustrated Mum,l’obra de teatre The Woman Who Cooked Her Husband, i els llargmetratges Nasty Neighbours i Confetti.
Isitt va estudiar durant dos anys a Coventry Performing Arts. Després de graduar-se el 1985 es va unir a la companyia Cambridge Experimental Theatre i va fer una gira per Europa durant un any interpretant Shakespeare. Després va fundar la companyia Snarling Beasties i va passar els següents 15 anys escrivint, dirigint i interpretant obres de teatre que van portar arreu del món. El 2001, va adaptar The Hundred and One Dalmatians de Dodie Smith per a l'escenari.
Nativity!, el tercer llargmetratge de Isitt, protagonitzat per Martin Freeman, es va estrenar el novembre de 2009. Es va convertir en la pel·lícula independent britànica més reeixida de l'any. La seqüela, Nativity 2: Danger in the Manger, fou protagonitzada per David Tennant. Va ser llançada el novembre de 2012 i també va ser un èxit financer, fent el doble de la quantitat a la taquilla del Regne Unit que l'original. Dues seqüeles més, Nativity 3: Dude, Where's My Donkey? i Nativity Rocks!, es van publicar el 2014 i el 2018 respectivament. Van ser èxits financers, però van rebre crítiques contradictòries de la crítica.
El 2017, Isitt va escriure, dirigir i compondre la música d'una etapa musical basada en la primera pel·lícula de Nativity! amb la seva parella Nicky Ager. Nativity! The Musical va tenir lloc del 20 d'octubre al 6 de gener i va protagonitzar Daniel Boys, Simon Lipkin i Sarah Earnshaw. L'espectacle va tornar per a una segona gira el 2018. Simon Lipkin va tornar al paper principal com el Sr. Poppy, unit a Scott Garnham i Ashleigh Gray. Garnham i Gray per una tercera gira el 2019, amb Scott Paige com a protagonista del còmic del programa. No obstant això, Lipkin va tornar per repetir el seu paper per a la sèrie Hammersmith Apollo del programa. El musical es va presentar al Birmingham Rep durant la temporada de Nadal de 2022, després de ser ajornat inicialment de 2020 i 2021 a causa de la pandèmia de COVID-19.
Isitt també va dirigir la sèrie d'ITV Love and Marriage, i més recentment va escriure i dirigir la comèdia familiar Christmas On Mistletoe Farm per a Netflix. La pel·lícula és protagonitzada per Scott Garnham, Scott Paige i Kathryn Drysdale.
El 21 de març de 2023, es va anunciar que I Should Be So Lucky, un musical jukebox fent ús de les cançons de Stock Aitken Waterman, s'havia d'obrir més tard l'any a la Manchester Opera House i després procedir a una gira pel Regne Unit. La història i el guió originals van ser escrits per Isitt i ella també dirigirà la producció.

## Controvèrsia
Els actors Robert Webb i Olivia Colman van criticar públicament la pel·lícula Confetti quan es va estrenar. La parella interpreta un parell de naturistes que planifiquen el seu casament, i afirmen que els van enganyar sobre la quantitat de nuesa que implica la pel·lícula. Webb va dir en una entrevista que Isitt els havia dit que els seus genitals estarien tots pixelats a la pel·lícula final, i fins a la projecció no va saber que aquest no era el cas. Colman i Webb van iniciar procediments legals contra el cineasta, però finalment ho van abandonar quan els actors va pensar que era massa tard i que el llarg procés els impediria "fingir que no va passar".